# 1762 у літературі

## Книги
- «Життя і думки Трістрама Шенді, джентльмена» (V—VI том) — роман Лоренса Стерна.
- «Еміль, або Про виховання» — педагогічний роман-трактат Жана-Жака Руссо.
- «Громадянин світу, або Листи китайського філософа, що проживає в Лондоні, своїм друзям на Сході» (англ. «The Citizen of the World, or Letters from a Chinese Philosopher Residing in London to His Friends in the East») — книга в епістолярній формі Олівера Ґолдсміта.

### П'єси
- «Турандот» — комедія дель арте Карло Ґоцці.

## Нехудожні твори
- «Племінник Рамо» (фр. Le Neveu de Rameau) — філософсько-сатиричний діалог Дені Дідро.
- «Історія слов'яноболгарська» — історична праця Паїсія Хилендарського.
- «Про суспільну угоду, або принципи політичного права» — праця Жана-Жака Руссо.

## Народились
- 19 травня — Йоганн Готліб Фіхте, німецький філософ.
- 30 жовтня — Андре Шеньє, французький поет.

## Померли
- 26 травня — Александр Готліб Баумгартен, німецький філософ.
- 17 червня — Проспер Кребійон, французький поет і драматург.
- 21 серпня — Мері Вортлі Монтегю, англійська письменниця.